# Herbert Wirkner

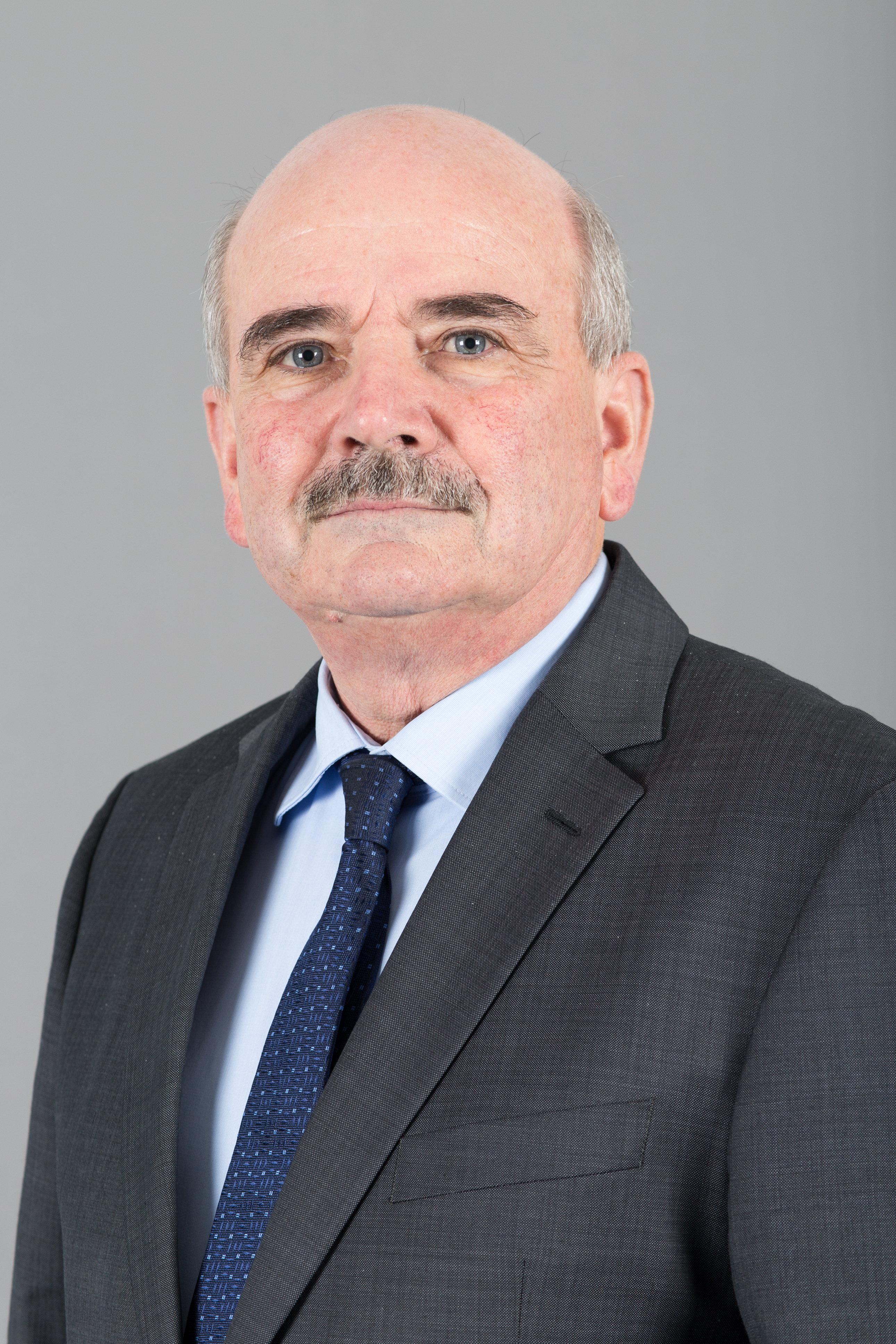
Herbert Wirkner 2016

Herbert Wirkner (* 1. Dezember 1950 in Rudolstadt) ist ein deutscher Politiker (CDU) und war von 2014 bis 2019 Mitglied des Thüringer Landtags.

## Ausbildung und Beruf
Wirkner absolvierte von 1965 bis 1968 eine Maurerlehre und studierte danach Bauingenieurwesen an der Ingenieurschule für Bauwesen in Gotha, was er als Tiefbauingenieur mit der Spezialrichtung Grund- und Wasserbau abschloss. Er arbeitete in der Oberflussmeisterei der Wasserwirtschaftsdirektion Saale/Werra, später im Aufbaustab der Talsperre Deesbach. 1973/74 leistete er seinen Grundwehrdienst ab. Nach der politischen Wende machte er sich 1990 mit einem eigenen Ausbaubetrieb selbstständig, den er bis 2015 leitete.

## Politischer Werdegang
Wirkner trat 1993 in die CDU ein und wurde 1994 in den Stadtrat von Rudolstadt gewählt, dessen Vorsitzender er 2009 wurde. Er gehört auch dem Kreistag des Landkreises Saalfeld-Rudolstadt an. Bei der Landtagswahl in Thüringen 2014 gewann er das Direktmandat im Wahlkreis Saalfeld-Rudolstadt I und wurde somit in den Thüringer Landtag gewählt. Innerhalb der CDU-Fraktion war er Sprecher für Handwerk und Mittelstand. Bei der Landtagswahl in Thüringen 2019 verlor er sein Mandat.